# 纤细短柄树萝卜
纤细短柄树萝卜（学名：Agapetes brachypoda var. gracilis）为杜鹃花科树萝卜属下的一个变种。

## 扩展阅读
- 維基物種上的相關：纤细短柄树萝卜